# Лобіту
```

```

Лобіту (порт. Lobito) — місто-порт в Анголі (провінція Бенгела). Населення 208 тис. жит. (2009). Був заснований в 1843 році. Після будівництва моста через річку Катумбела злився з містом Бенгела в єдиний мегаполіс з населенням майже в 1 мільйон людей. Кінцевий пункт трансафриканської залізниці Бейра — Лобіту. Важливий порт на узбережжі Атлантичного океану. Міжнародний аеропорт. Розвинуті харчова (рибообробна, виробництво пальмової олії) промисловість, металообробна промисловість, судоверф.

## Уродженці
- Йола Семедо (1978) — ангольська співачка.